# Paul Zastupnevich
Paul D. N. Zastupnevich (* 24. Dezember 1921  in Homestead, Pennsylvania; † 9. Mai 1997 in Rancho Mirage, Kalifornien) war ein US-amerikanischer Kostümbildner.

## Leben und Wirken
Paul Zastupnevich besuchte zunächst die Homestead High School in seiner Geburtsstadt und danach das Carnegie Institute of Technology, ein auf Ingenieurwissenschaften spezialisiertes College in Pittsburgh. Er erlangte einen Bachelorabschluss an der Duquesne University und den Master an der University of Pittsburgh. Seine ersten Erfahrungen im Kostümdesign machte er am Pittsburgh Civic Ballet und bei Gene Kellys Pitt Cap and Gown Show. Danach studierte er Modedesign an der Louise Salinger School of Dress Design in Pittsburg.
Während seines Wehrdienstes war er als Kostümbildner an Theateraufführungen im Fort Benning beteiligt. Dazu zählten Stücke wie Oklahoma, Separate  Rooms und The Man who Came  to Dinner. Mitte der 1940er zog Zastupnevich nach Hollywood. Rund zehn Jahre war er als Kostümdesigner und Theaterschauspieler am Pasadena Playhouse tätig.
Über ein Treffen mit der Schauspielerin Rhonda Fleming gelangte Zastupnevich in die Crew von Irwin Allens Zirkusfilm The Big Circus (1959), für den er die Kostüme gestaltete. Beginnend mit diesem Filmdebüt arbeitete er über 30 Jahre mit Allen zusammen, sowohl als Kostümbildner als auch als  Produktionsassistent. Er stattete unter anderem die Katastrophenfilme Die Höllenfahrt der Poseidon, Der Tag, an dem die Welt unterging und Der tödliche Schwarm aus und wurde dafür mit Oscar-Nominierungen ausgezeichnet. Außerdem arbeitete er an Allens Fernsehproduktionen wie der SF-Serie Verschollen zwischen fremden Welten mit. Ihr Fernsehfilm Alice im Wunderland erreichte 1986 fünf Emmy-Nominierungen, eine davon für Zastupnevichs Kostümdesign. Zu dieser Zeit endete seine Filmkarriere.
Später arbeitete Zastupnevich als freiberuflicher Modedesigner, so gestaltete er unter anderem Ballkleider für Olivia de Havilland. Mit seiner Schwester Olga führte er die Boutique The House of Z. 1994 wurde er Mitbegründer und Präsident des  Irwin Allen News Networks (IANN), das sich der Förderung und Verbreitung von Irwin Allens Werk widmet.
1997 starb Paul Zastupnevich in Rancho Mirage an Krebs. Er wurde auf dem Forest Lawn Memorial Park in Hollywood beigesetzt.

## Auszeichnungen
- 1973: Oscar-Nominierung in der Kategorie „Bestes Kostümdesign“ für Die Höllenfahrt der Poseidon
- 1979: Oscar-Nominierung in der Kategorie „Bestes Kostümdesign“ für Der tödliche Schwarm
- 1981: Oscar-Nominierung in der Kategorie „Bestes Kostümdesign“ für Der Tag, an dem die Welt unterging
- 1986: Emmy-Nominierung in der Kategorie „Outstanding Costume Design for a Variety or Music Program“ für Alice im Wunderland

## Filmografie (Auswahl)
- 1959: Die Welt der Sensationen (The Big Circus)
- 1960: Versunkene Welt (The Lost World)
- 1961: Unternehmen Feuergürtel (Voyage to the Bottom of the Sea)
- 1962: Fünf Wochen im Ballon (Five Weeks in a Balloon)
- 1964–1968: Die Seaview – In geheimer Mission (Voyage to the bottom of the sea, Fernsehserie) – als Produktionsassistent
- 1966–1967: Time Tunnel (Fernsehserie) – als Produktionsassistent
- 1966–1968: Verschollen zwischen fremden Welten (Fernsehserie, Lost in Space)
- 1968–1970: Planet der Giganten (Land of the Giants, Fernsehserie)
- 1972: Die Höllenfahrt der Poseidon (The Poseidon Adventure)
- 1974: Flammendes Inferno (The Towering Inferno)
- 1976: Time Travelers (Fernsehfilm)
- 1976: Die Flut bricht los (Flood!, Fernsehfilm)
- 1977: Horizont in Flammen (Fire!, Fernsehfilm)
- 1977: Viva Knievel!
- 1978: Abenteuer in Atlantis (The Return of Captain Nemo, Fernsehfilm)
- 1978: Der tödliche Schwarm (The Swarm)
- 1979: Hanging by a Thread (Fernsehfilm)
- 1979: Jagd auf die Poseidon (Beyond the Poseidon Adventure)
- 1980: Der Tag, an dem die Welt unterging (When Time Ran Out...)
- 1980: Das Geheimnis der Queen Anne (The Memory of Eva Ryker, Fernsehfilm)
- 1983: The Night the Bridge Fell Down (Fernsehfilm)
- 1983: Cave In! (Fernsehfilm)
- 1985: Alice im Wunderland (Alice in Wonderland, Fernsehfilm)
- 1986: Schrei nach Gerechtigkeit (Outrage!, Fernsehfilm)